# Brilla-Bánfalvi Sándor
Brilla-Bánfalvi Sándor (Magyarcsaholy, 1914. április 14. – Debrecen, 1998. június 25.) nemzetközi levelezési sakknagymester, tábla melletti mester, több mint 100-szoros magyar válogatott, négyszeres sakkolimpikon.

## Családja
Apja: Brilla Ernő MÁV-ellenőr, anyja: Hajdú Piroska, felesége: Pázsiti Ilona pénzügyi tisztviselő, fia: Bánfalvi Attila (1959) filozófus.

## Tanulmányok
A Debreceni Izraelita Reálgimnáziumban érettségizett 1933-ban.

## Életút
A Debreceni Forgalmi Adóhivatal tisztje (1933–1944), közben a II. világháborúban frontszolgálatot teljesített (1943–1944). 1944-ben hadifogságba esett, ahonnan 1951-ben szabadult. 1951–1956 között hadirokkanttá nyilvánították. 1956–1960 között a Debreceni Sütőipari Vállalatnál dolgozott, majd 1960–1974 között a Debreceni Városi Tanács főelőadója volt.

## Sakkpályafutása
Fiatal korában falun lakott, ezért érdeklődése a levelezési sakk felé irányult. Az 1941–1942. évi országos levelezési bajnokságon 3. helyezést ért el Barcza Gedeon és dr. Balogh János mögött. A tábla melletti sakkban Szabolcs megye 1954. évi bajnokságának megnyerésekor figyeltek fel rá. A tábla melletti mesteri címet 1963-ban szerezte meg, miután a Debrecenben rendezett vegyes mesterversenyen másodszor is teljesítette az előírt normát.

### Csapatai
- 1933–1944: Debreceni Sakkör
- 1951–1956: Nyíregyházi Vörös Meteor
- 1956–1960: Debreceni Kinizsi
- 1960–1991: Debreceni Vörös Meteor, Debreceni Spartacus, Barnevál (azonos csapat névváltozásai)
- 1991–1998: Debreceni SE sakkozója.

Több mint 100-szoros magyar válogatott.

### Minősítései
Tábla melletti sakkban
- mester (1963)[3]

Levelezési sakkban
- mester (1967)
- nemzetközi mester (1967)[4]
- nemzetközi nagymester (1979)[5][6] Ötször teljesítette a nemzetközi levelezési nagymesteri normát.

Utolsó Élő-pontszáma: 2446

### Legjobb versenyeredményei
Levelezési sakkban:
- Olimpiai 2. hely (1958-61 és 1977-82), olimpiai 5. hely (1961-64), olimpiai 6. hely (1972-76)[8]
- Európa bajnoki 4. hely (1978-82)
- Magyar bajnoki 1-2. hely (1953-55), 3. hely (1941-42 és 1951-53)[9]
- Palóc Kupa 1. hely (1951)
- Charousek-emlékverseny 1. hely (1953-54)
- Maróczy-emlékverseny 1. hely (1954)
- Szén-emlékverseny 1. hely (1956)
- Holland NBC verseny 2-3. hely (1969-71)
- Vidmar-emlékverseny 3-4. hely (1977-79)
- Mirotvorszkij-emlékverseny 1. hely (1981-84)
- Keresz-emlékverseny 2. hely (1982-84)

## Könyve
- Brilla-Bánfalvi Sándor: Játszmák, Debrecen, 1981.[10]

## Díjai, elismerései
- Magyar Népköztársaság Sportérdemérem ezüst fokozata (1962) a III. Levelezési sakkolimpián elért 2. helyezésért[11]
- A Magyar Népköztársaság Kiváló Sportolója (1975)[12]